# Jan Machulski

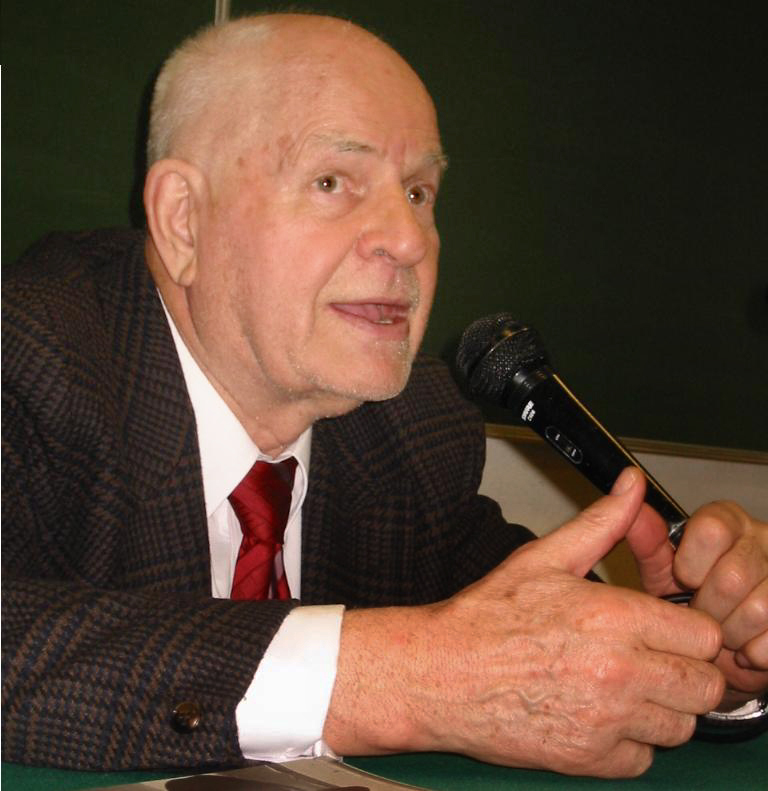
Jan Machulski (2004)

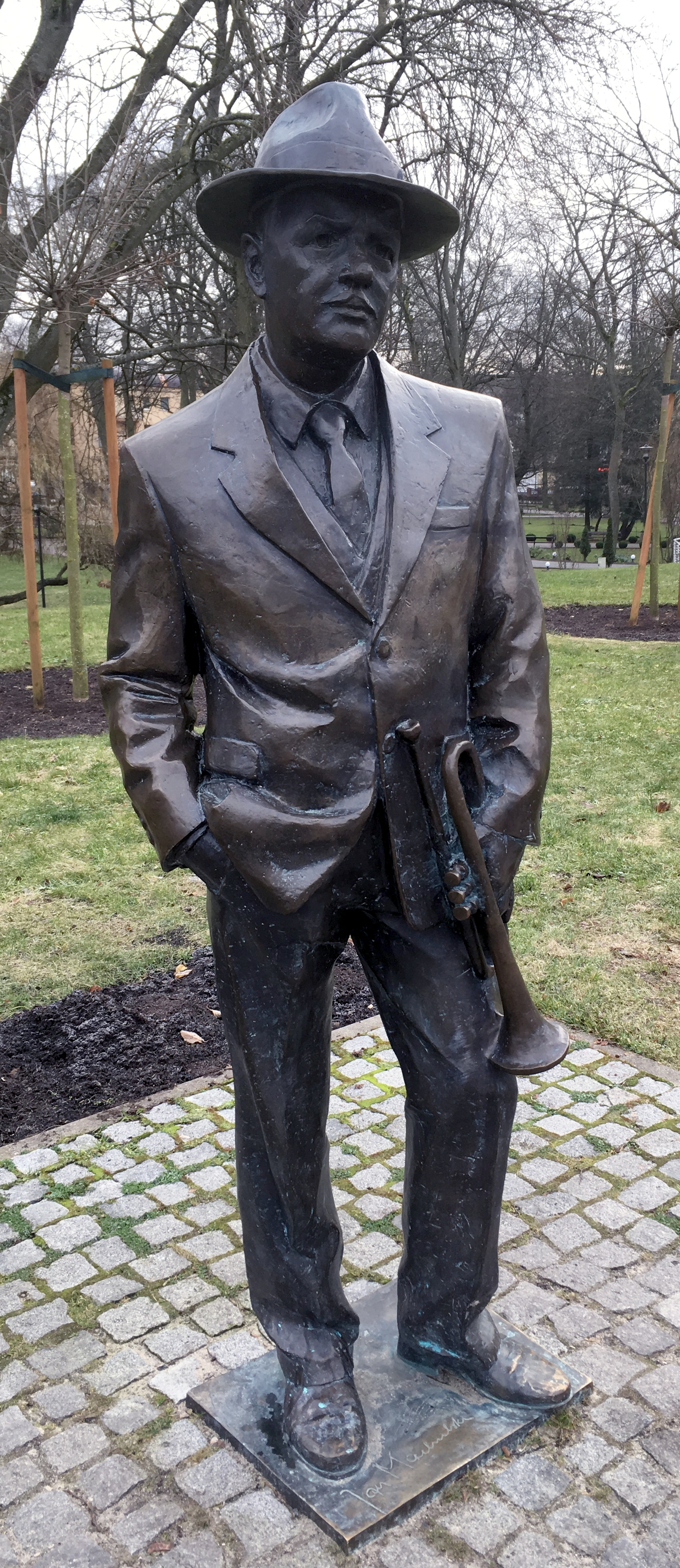
Denkmal für Machulski in Międzyzdroje

Jan Henryk Machulski (* 3. Juli 1928 in Łódź; † 20. November 2008 in Warschau) war ein polnischer Schauspieler und Regisseur.

## Leben
Jan Machulski schloss 1954 die Höhere Schauspielschule in Łódź (heute Hochschule für Film, Fernsehen und Theater Łódź) ab. Anschließend spielte er bis 1955 im Stefan-Jaracz-Theater von Olsztyn (Teatr im. Stefana Jarcza w Olsztynie) und von 1955 bis 1957 im Theater in Oppeln (Teatr Ziemia Opolski). Dort wurde 1955 auch sein Sohn Juliusz Machulski geboren. 1957 ging Machulski nach Lublin an das dortige Juliusz-Osterwa-Theater. 1963 wechselte Machulski, der sich selber stets als Łódźer bezeichnete, an das Neue Theater in Łódź. Dort spielte er bis zu seinem Wechsel an das Polnische Theater in Warschau (Teatr Polski w Warszawie) im Jahr 1966. 1970 oder 1974 eröffnete der inzwischen verheiratete Machulski zusammen mit seiner Frau Halina Machulska das Ochota-Theater (Teatr Ochoty w Warszawie). Er blieb bis 1996 Chef des Theaters. 1971 beendete er seine Ausbildung als Regisseur an der Staatlichen Theaterschule Warschau. 1972 ging er an das Nationaltheater (Teatr Narodowy), wo er bis 1974 spielte. Im Jahr 1974 ging er als Lehrer an die Filmhochschule Łódź. 1981 bis 1983 sowie 1991 bis 1996 war er Dekan der Schauspielabteilung der Schule.

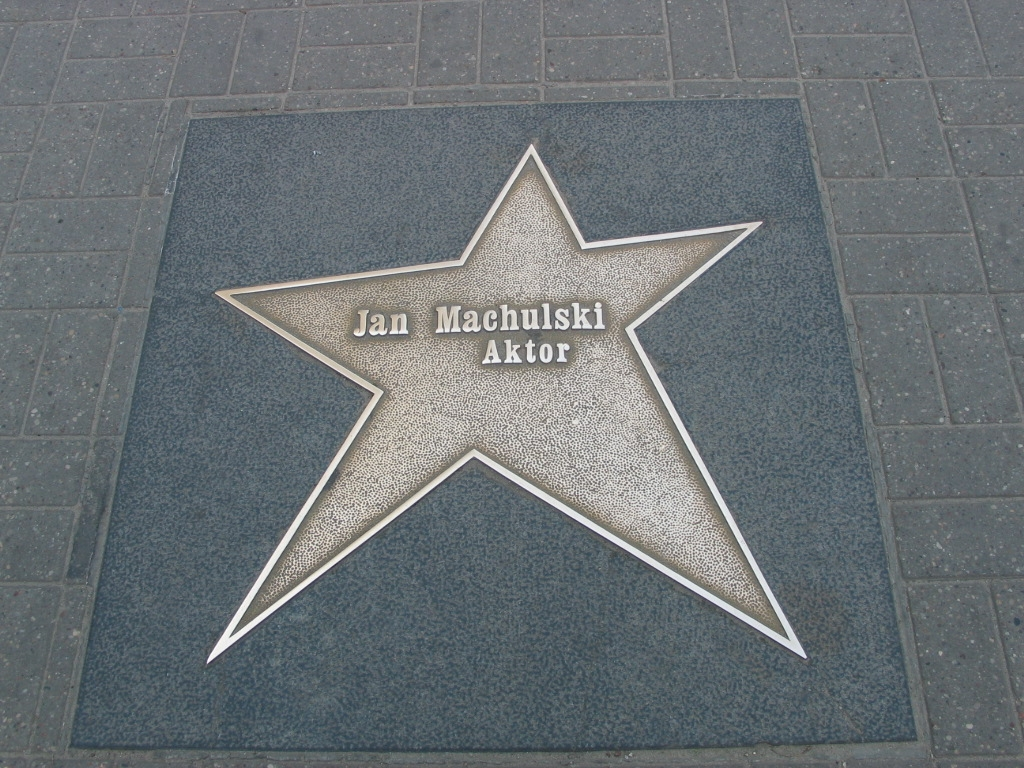
Stern auf der Piotrkowska-Straße

1998 erhielt Jan Machulski einen Stern auf der Piotrkowska-Straße in Łódź. Ab 1999 leitete Jan Machulski eine private Schauspielschule für Kinder und Jugendliche in Łódź.
Kurz vor seinem Tod wurde Jan Machulski im November 2008 zum Ehrenbürger der Stadt Łódź.
Der Regisseur Juliusz Machulski ist sein Sohn.

## Werk
Sein Filmdebüt gab Jan Machulski 1953 in dem Film Trzy opowieści von Ewa Poleska.
Da Machulski zu Beginn seiner Theaterkarriere vor allem in kleinen Theatern auftrat, hatte er zeitig die Chance, große Rollen zu spielen. So spielte er etwa in Oppeln in Romeo und Julia Romeo und Mercutio; weiterhin in Lublin den Hofmarschall von Kalb in Kabale und Liebe. In seinem Ochota-Theater führte Machulski zusammen mit seiner Frau Regie unter anderem für Romeo und Julia und Ein Sommernachtstraum. Weiterhin war er in zahlreichen polnischen Fernsehserien zu sehen. Etwa Daleko od szosy, Podróż za jeden uśmiech und Polskie drogi.
Als Theaterregisseur gab er sein Debüt 1963.

## Filmografie
Schauspieler
- 1953: Trzy opowieści
- 1954: Pokolenie
- 1957: Pętla
- 1958: Der letzte Sommertag (Ostatni dzień lata)
- 1958: Historia jednego myśliwca
- 1958: Unterseeboot Orzel (Orzeł)
- 1958: Wolne miasto
- 1960: Kolorowe pończochy
- 1960: Historia współczesna
- 1961: Der andere Mensch (Drugi człowiek)
- 1961: Dziś w nocy umrze miasto
- 1961: Sein großer Freund (Odwiedziny prezydenta)
- 1962: I ty zostaniesz indianinem
- 1963: Pamiętnik pani Hanki
- 1963: Daleka jest droga
- 1964: „Awatar“ czyli zamiana dusz
- 1964: Rachunek sumienia
- 1964: Docent H.
- 1964: Die Handschrift von Saragossa (Rękopis znaleziony w Saragossie)
- 1965: Die geheimnisvolle Exkursion (Wyspa złoczyńców)
- 1965: Pierwszy pawilon
- 1966: Der Untermieter (Sublokator)
- 1966: Der Nachtigallenchor (Poznańskie słowiki)
- 1967: Upiór
- 1968: Gra
- 1968: Tabliczka marzenia
- 1968: Przekładaniec
- 1968: Die Puppe (Lalka)
- 1969: Republik der Amazonen (Rzeczpospolita babska)
- 1969: Zbrodniarz, który ukradł zbrodnię
- 1969: Prawdziwie magiczny sklep
- 1969: Sąsiedzi
- 1970: Album Polen (Album polski)
- 1970: Pogoń za Adamem
- 1971–1972: Podróż za jeden uśmiech
- 1972: Von der anderen Seite des Regenbogens (Z tamtej strony tęczy)
- 1974: Izkustvenata patitza
- 1974: Katastrofa
- 1975: Dyrektorzy
- 1975: Bolesław Prus – Sława
- 1975: Bolesław Prus – Młodość
- 1976: Polskie drogi
- 1976: Daleko od szosy
- 1976–1987: 07 zgłoś się
- 1977: Indeks. Życie i twórczość Józefa M.
- 1977: Odbicia światła (Zrcadleni)
- 1979: Tajemnica Enigmy
- 1979: Das Geheimnis der Enigma (Sekret Enigmy)
- 1980: Królowa Bona
- 1981: Alles auf eine Karte (Vabank)
- 1981: Białe tango
- 1982: Abschied von Barbara (Epitafium dla Barbary Radziwiłłówny)
- 1985: Retourkutsche (Vabank II, czyli riposta)
- 1986: Życie wewnętrzne
- 1987: Der kleine Magier (Cudowne dziecko)
- 1987: Zabij mnie glino
- 1987: Sonata marymoncka
- 1987: King Size (Kingsajz)
- 1988: I skrzypce przestały grać
- 1988: Pomiędzy wilki
- 1988: Déja vu
- 1989: Angstzustand (Stan strachu)
- 1991–1993: Kuchnia polska
- 1992: Hunde (Psy)
- 1992: Szwadron
- 1993: Jajo dinozaura (Dinozavris Kwertski)
- 1994: Polska śmierć
- 1994: Psy II: Ostatnia krew
- 1994–1995: Fitness Club
- 1994: Znowu Pazura
- 1995: Matki, żony i kochanki
- 1996: Ekstradycja 2
- 1997: Killer
- 1997: Unser fremdes Kind (Cudze szczęście)
- 1997: Przystań
- 1998–2003: Miodowe lata
- 1998: Ekstradycja 3
- 1998: Matki, żony i kochanki II
- 1999: Kiler-ów 2-óch
- 1999–2008: Na dobre i na złe
- 1999–2004: Rodzina zastępcza
- 2000–2001: Miasteczko
- 2002: D.I.L.
- 2002: Miss mokrego podkoszulka
- 2002: Superprodukcja
- 2004: Scooby-Doo 2: Potwory na gigancie (Scooby-Doo 2: Monsters Unleashed)
- 2004–2006: Pensjonat pod Różą
- 2004: Vinci
- 2004–2006: Bulionerzy
- 2005: Kolska
- 2005: Emilia
- 2005: Bohater naszych czasów
- 2005: Olek
- 2005: 1409. Afera na zamku Bartenstein
- 2006: Ale się kręci
- 2006: Co słonko widziało
- 2007: Miłość w przejściu podziemnym
- 2007: Orkiestra niewidzialnych instrumentów
- 2007: Aleja gówniarzy
- 2007: Nie ma takiego numeru
- 2007: Generał polskich nadziei … Władysław Anders 1892–1970
- 2007–2008: Twarzą w twarz
- 2007: Doręczyciel
- 2008: Ostatnia akcja